# Samuli Torssonen
Samuli Torssonen, né le 12 novembre 1978 à Tampere dans le Pirkanmaa, est un scénariste, réalisateur, acteur et producteur finlandais de Energia Productions. Il est connu pour avoir créé Star Wreck, une série de science-fiction parodique.

## Filmographie

### Courts-métrages
- 1992 : Star Wreck de Samuli Torssonen (en tant que scénariste et acteur)
- 1994 : Star Wreck II: The Old Shit de Samuli Torssonen (en tant que scénariste, producteur et acteur)
- 1995 : Star Wreck III: Wrath of the Romuclans de Samuli Torssonen (en tant que scénariste, producteur et acteur)
- 1996 : Star Wreck IV: The Kilpailu de Samuli Torssonen (en tant que scénariste, producteur et acteur)
- 1997 : Star Wreck V: Lost Contact de Rudi Airisto (scénariste, producteur et acteur)
- 2000 : Star Wreck 4½: Weak Performance

### Longs-métrages
- 2005 : Star Wreck: In the Pirkinning de Timo Vuorensola (scénariste, producteur et acteur)
- 2012 : Iron Sky de Timo Vuorensola (scénariste et producteur)